# Konzertgesellschaft Bad Kreuznach
Die Konzertgesellschaft Bad Kreuznach ist eine Vereinigung von Musikliebhabern (e. V.). Sie ist Mitglied im Chorverband Rheinland-Pfalz.

## Geschichte
Die Konzertgesellschaft Bad Kreuznach wurde 1830 gegründet. Die Gründung der Konzertgesellschaft geht auf einen Aufruf Felix Mendelssohn Bartholdys zurück, der im Rahmen einer Rheinreise dazu aufrief, gemischte Chöre zu schaffen. Der damalige Oberbürgermeister Franz Xaver Buhs nahm dies zum Anlass, am 21. Oktober 1830 einen „Gesangverein für gemischten Chor“ zu gründen. Mit Joseph Haydns Oratorium „Die sieben Worte des Erlösers am Kreuz“ fand am 6. April 1831 dann der erste öffentliche Auftritt statt. Die Gründung des Vereins erfolgte während des Biedermeier, welches einerseits geprägt war von der Restauration, andererseits aber durch die Entstehung einer eigenen Kultur und Kunst des Bürgertums, auch und gerade im Bereich der Musik.
Die Konzertgesellschaft wurde bis zum Jahr 1845 von Buhs geleitet, der auch dirigierte. Nach ihm folgten zunächst im raschen Wechsel unterschiedliche Chorleiter, bis schließlich in den 1860er Jahren der Buchhändler Robert Voigtländer den Chor übernahm und ihn konsolidieren konnte. Von 1864 bis 1868 leitete ein Schüler von Franz Liszt, Th. Scharfenberg, den Chor. Nach ihm übernahm August Bungert die Leitung und legte auch durch stärkere Schulung höhere künstlerische Maßstäbe an. Als Bungert 1873 Kreuznach wieder verließ, wurde für Jahrzehnte bis 1907 Gisbert Enzian Leiter des Chores. Unter ihm kam es zur Aufführung zahlreicher großer Chorwerke, teilweise mit fast 200 Sängerinnen und Sängern. Begleitet wurde der Chor in dieser Zeit zumeist durch Laienmusiker oder eine Militärkapelle, teilweise aber auch durch das Bad Kreuznacher Kurorchester.
Nachdem Enzian seine Tätigkeit beendet hatte, bestand der Chor zunächst nur noch als „Kreuznacher Frauenchor“ unter dem Vorsitz von Frau von Nasse weiter. Chorleiter wurde Hermann Gausche, der daneben noch den Herrenchor der Kreuznacher Liedertafel zu leiten hatte. Am 24. Juli 1908 bildeten der Frauenchor und Mitglieder des MGV Liedertafel wieder einen Gemischten Chor unter dem Namen Konzertgesellschaft und dem Vorsitz des Sanitätsrates Germer; Dirigent wurde der Chormeister und Komponist Josef Knettel. Nach dem Ersten Weltkrieg von 1920 bis 1930 führte Studienrat Hermann Frölich die Konzertgesellschaft. Dann wurde Rudolf Michaelis Vorsitzender des Chores, Knettel blieb musikalischer Leiter. In der Zeit des Nationalsozialismus sollte der Chor zunächst aufgelöst werden, allerdings arrangierte er sich mit dem „Amt für deutsche Kultur“ und blieb als Städtische Konzertgesellschaft bestehen. November 1946 wurde die Tätigkeit des Chores durch die Militärregierung der Französischen Besatzungszone wieder unter Knettel und Michaelis genehmigt. Bereits am 1. April 1947 konnte mit Händels „Acis und Galatea“ die erste Musikveranstaltung in Kreuznach nach dem Zweiten Weltkrieg durch die Konzertgesellschaft durchgeführt werden.
1955 feierte die Konzertgesellschaft ihr 150-jähriges Jubiläum mit einer Jubiläumsfeier, zu der Beethovens Chorwerk „Missa solemnis“ aufgeführt wurde. 1957 beendete Josef Knettel seine Tätigkeit als musikalischer Leiter, sein von ihm vorgeschlagener Nachfolger wurde Bundeschormeister Rudolf Desch. Desch prägte den heutigen Chor in seiner Tätigkeit als musikalischer Leiter bis 1980. Seine Komposition „Messe-h-moll“ gehört noch immer zum Repertoire des Chores. Von 1966 bis 1980 war Vera Dupont Vorsitzende der Konzertgesellschaft. Nach Desch folgten Musikdirektor und Bundeschormeister Theo Fürst und Kirchenmusikdirektor Dieter Wellmann als musikalische Leiter. Von 1999 bis 2008 war Universitätsmusikdirektor Helmut Freitag musikalischer Leiter. Erster Vorsitzender der Konzertgesellschaft war von 1980 bis 2008 Ernst Martin. H. Freitag und E. Martin legten Anfang Mai 2008 ihre Ämter nieder. 
Zum Vorsitzenden gewählt wurde Volker Feddersen. Im August 2008 wurde Stefan Wasser musikalischer Leiter. Im Juni 2011 verlautbarte der Vorstand nach einer Mitgliederversammlung, dass sich die Gesellschaft in einer angespannten finanziellen Lage befände. Die Zahl der Konzertbesucher sei rückläufig. In der Folge hat sich die Entwicklung des Vereins aber zum Positiven gewendet. Seit Juni 2012 ist Margrit Fehr Vorsitzende.

## Die Konzertgesellschaft heute
Die Konzertgesellschaft Bad Kreuznach ist als eingetragener Verein organisiert. Schwerpunkt des Wirkens der Konzertgesellschaft ist der Chor mit über 100 Mitgliedern, der vornehmlich die Aufführung von Oratorien pflegt. Jedes Jahr wird ein großes Chorkonzert mit Orchester und dem Auftritt von Solisten erarbeitet. Neben den Oratorienkonzerten organisiert die Konzertgesellschaft Konzertprogramme mit Kammermusik, Vokalensembles und Instrumentalsolisten.
Nach Carl Orffs Carmina Burana in der Version für zwei Klaviere und Schlagwerk mit Beteiligung weiterer Chöre im Juni 2012 führte die Konzertgesellschaft v. a. Oratorien und andere geistliche Werke auf. Mit großem Publikumserfolg wurde im März 2013 Mozarts Requiem gegeben.   Nach J.S. Bachs Matthäus-Passion im April 2014, Händels Der Messias im Oktober 2014 und Mendelssohn Bartholdys Elias im Mai 2015 war die konzertante Aufführung der Oper Der Freischütz von Carl Maria von Weber im November 2015 ein Höhepunkt im Bad Kreuznacher Musikleben.

## Auszeichnungen
- Zelter-Plakette 1957 durch Theodor Heuss verliehen.

## Schriften
- Festschrift zur 150-Jahrfeier (1830–1980) Konzertgesellschaft Bad Kreuznach.
- Festschrift zur 175-Jahrfeier (1830–2005) Konzertgesellschaft Bad Kreuznach.